# Islandia na Letnich Igrzyskach Olimpijskich 1908
Letnie Igrzyska Olimpijskie 1908 były pierwszymi w historii Islandii igrzyskami olimpijskimi. Islandię, jako autonomię duńską, reprezentował tylko jeden Islandczyk – Jóhannes Jósefsson. Islandia była wówczas terytorium autonomicznym Danii, dlatego kwestią sporną jest uznanie go za reprezentanta swego kraju.

## Zapasy
| Konkurencja          | Rundy eliminacyjne   | Ćwierćfinał        | Półfinał                  | O 3. miejsce             | Klas. końcowa |
| Konkurencja          | 1/8                  | Ćwierćfinał        | Półfinał                  | O 3. miejsce             | Miejsce       |
| -------------------- | -------------------- | ------------------ | ------------------------- | ------------------------ | ------------- |
| 75 kg styl klasyczny | Miklós Orosz (HUN) Z | Axel Frank (SWE) Z | Mauritz Andersson (SWE) P | Anders Andersen (DEN) WO | 4..           |